# Work (canção de The Saturdays)
"Work" é o quinto single do primeiro álbum de estúdio, Chasing Lights, do girl group britânico The Saturdays, lançado em 28 de junho de 2009 para download digital e CD single no dia seguinte.

## Formatos e faixas
| Single digital |                             |         |  |
| N.º            | Título                      | Duração |  |
| 1.             | "Work" (Phil Tan Radio Mix) | 3:14    |  |
| 2.             | "Work" (Cahill Radio Edit)  | 3:08    |  |

| Single digital no iTunes |                             |         |  |
| N.º                      | Título                      | Duração |  |
| 1.                       | "Work" (Phil Tan Radio Mix) | 3:14    |  |
| 2.                       | "Work" (Cahill Club Mix)    | 5:52    |  |

| CD single |                             |         |  |
| N.º       | Título                      | Duração |  |
| 1.        | "Work" (Phil Tan Radio Mix) | 3:14    |  |
| 2.        | "Unofficial"                | 3:52    |  |

## Paradas musicais
| Parada (2009)             | Melhor posição |
| ------------------------- | -------------- |
| Eurochart Hot 100 Singles | 68             |
| Irish Singles Chart       | 21             |
| UK Singles Chart          | 22             |